# Astralarctia canalis
Astralarctia canalis är en fjärilsart som beskrevs av William Schaus 1921. Astralarctia canalis ingår i släktet Astralarctia och familjen björnspinnare. Inga underarter finns listade i Catalogue of Life.